# Bennie Thompson

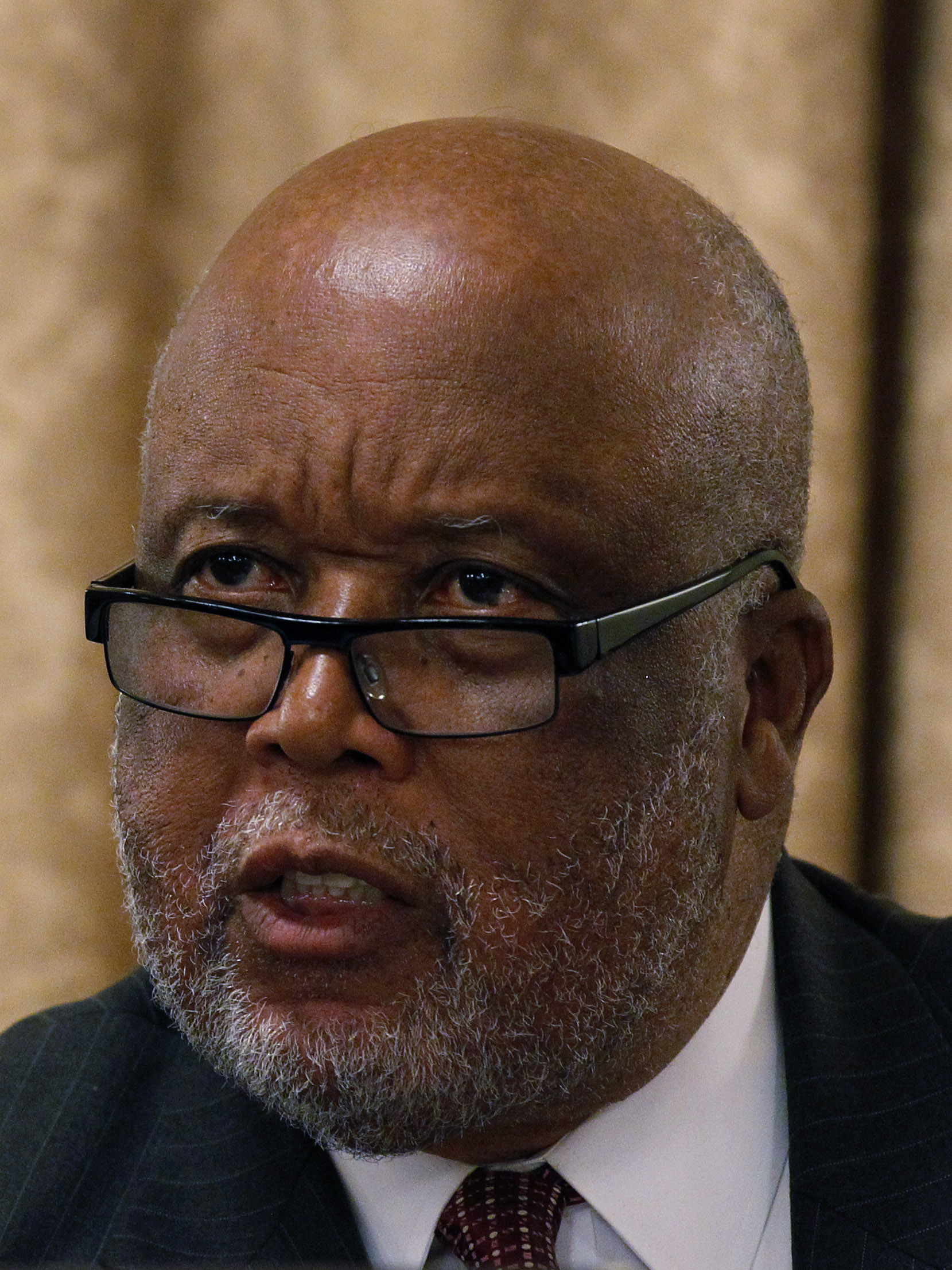
Bennie Thompson

Bennie G. Thompson, född 28 januari 1948 i Bolton, Mississippi, är en amerikansk demokratisk politiker. Han representerar delstaten Mississippis andra distrikt i USA:s representanthus sedan 1993. Han är ordförande i utskottet för hemlandets säkerhet (Committee on Homeland Security) sedan 2007. Han är både den första demokraten och den första afroamerikanen som det utskottets ordförande. Utskottet finns till sedan 2002.
Thompson utexaminerades 1968 från Tougaloo College. Han avlade 1972 sin master vid Jackson State University och arbetade sedan som lärare. Han var borgmästare i Bolton, Mississippi 1973-1979.
Kongressledamoten Mike Espy avgick 1993 för att tillträda som USA:s jordbruksminister. Thompson vann fyllnadsvalet för att efterträda Espy i representanthuset. Han har omvalts åtta gånger.
Thompson och hustrun London har ett barn.